# 본머스이스트 (영국 의회 선거구)
본머스이스트 (Bournemouth East)는 영국 의회의 하원에서 지역을 대표하는 사우스웨스트잉글랜드의 선거구이다. 2005년부터 보수당의 토비어스 엘우드가 지역구 의원을 맡고 있다.

## 구획
- 1974–1983년: 본머스 주급자치구 보스컴이스트, 보스컴웨스트, 킹스파크, 무어다운노스, 무어다운사우스, 퀸스파크, 사우스본, 웨스트사우스본
- 1983–1997년: 본머스구 보스컴이스트, 보스컴웨스트, 센트럴, 이스트클리프, 리틀다운, 무어다운, 머스클리프, 퀸스파크, 사우스본, 스트라우든파크, 웨스트사우스본
- 1997–2010년: 본머스구 보스컴이스트, 보스컴웨스트, 리틀다운, 무어다운, 머스클리프, 퀸스파크, 사우스본, 스트라우든파크, 웨스트사우스본
- 2010년~: 본머스구 보스컴이스트, 보스컴웨스트, 이스트클리프 스프링본, 이스트사우스번 터크턴, 리틀다운 일퍼드, 무어다운, 퀸스파크, 스트라우던파크, 트루프 머스클리프, 웨스트사우스본

잉글랜드 남부 도싯주 본머스시의 동부를 관할하는 지역구로, 사우스본구를 관할하며 크라이스트처치, 보스컴, 트루프, 퀸스파크 지역을 포함한다.
2010년 영국 총선부터 서쪽 경계가 조정되어 지역 세부 선거지역 (ward) 경계와 맞게 되었다. 이스트클리프를 지역구 관할로 완전히 편입하고, 윈턴 동부를 내보낸 것이 주요 변동사항이다.
1983년부터 1997년까지 본머스 시청 (Bournemouth Town Centre)이 이 지역구에 있었다.

## 역대 국회의원
| 선거 | 선거       | 의원            | 정당   | 비고                                        |
| ---- | ---------- | --------------- | ------ | ------------------------------------------- |
|      | 1974년 2월 | 존 코들         | 보수당 | 1977년 10월 존 폴슨 스캔들로 의원직 사퇴    |
|      | 1977년     | 데이비드 앳킨슨 | 보수당 |                                             |
|      | 2005년     | 토비어스 엘우드 | 보수당 | 중동 아프리카 대테러 원내차관 (2014-2017년) |

## 선거

### 2010년대
| 선거                                      | 선거 결과 | 선거 결과                                             | 후보            | 후보            | 정당   | 득표   | %     | ±%   |
| ----------------------------------------- | --------- | ----------------------------------------------------- | --------------- | --------------- | ------ | ------ | ----- | ---- |
| 2019년 총선 투표수: 49,274 (66.5%) (+1.3) |           | 보수당 유지 과반 득표: 8,806 (17.9%) +1.6 +0.8% 선회  |                 | 토비어스 엘우드 | 보수당 | 24,926 | 50.6  | −1.3 |
| 2019년 총선 투표수: 49,274 (66.5%) (+1.3) |           | 보수당 유지 과반 득표: 8,806 (17.9%) +1.6 +0.8% 선회  | 코리 드루       | 노동당          | 16,120 | 32.7   | −2.9  |      |
| 2019년 총선 투표수: 49,274 (66.5%) (+1.3) |           | 보수당 유지 과반 득표: 8,806 (17.9%) +1.6 +0.8% 선회  | 필립 던         | 자유민주당      | 5,418  | 11.0   | +4.5  |      |
| 2019년 총선 투표수: 49,274 (66.5%) (+1.3) |           | 보수당 유지 과반 득표: 8,806 (17.9%) +1.6 +0.8% 선회  | 앨러스데어 케디 | 녹색당          | 2,049  | 4.2    | +1.7  |      |
| 2019년 총선 투표수: 49,274 (66.5%) (+1.3) |           | 보수당 유지 과반 득표: 8,806 (17.9%) +1.6 +0.8% 선회  | 벤 애시턴       | 무소속          | 447    | 0.9    | 신인  |      |
| 2019년 총선 투표수: 49,274 (66.5%) (+1.3) |           | 보수당 유지 과반 득표: 8,806 (17.9%) +1.6 +0.8% 선회  | 에마 존슨       | 무소속          | 314    | 0.6    | 신인  |      |
| 2017년 총선 투표수: 48,618 (65.2%) (+2.6) |           | 보수당 유지 과반 득표: 7,937 (16.3%) -16.3 -8.1% 선회 |                 | 토비어스 엘우드 | 보수당 | 25,221 | 51.9  | +2.9 |
| 2017년 총선 투표수: 48,618 (65.2%) (+2.6) |           | 보수당 유지 과반 득표: 7,937 (16.3%) -16.3 -8.1% 선회 | 멜 셈플         | 노동당          | 17,284 | 35.6   | +19.0 |      |
| 2017년 총선 투표수: 48,618 (65.2%) (+2.6) |           | 보수당 유지 과반 득표: 7,937 (16.3%) -16.3 -8.1% 선회 | 존 니컬라스     | 자유민주당      | 3,168  | 6.5    | −1.9  |      |
| 2017년 총선 투표수: 48,618 (65.2%) (+2.6) |           | 보수당 유지 과반 득표: 7,937 (16.3%) -16.3 -8.1% 선회 | 데이비드 휴즈   | 영국 독립당     | 1,405  | 2.9    | −13.6 |      |
| 2017년 총선 투표수: 48,618 (65.2%) (+2.6) |           | 보수당 유지 과반 득표: 7,937 (16.3%) -16.3 -8.1% 선회 | 앨러스데어 케디 | 녹색당          | 1,236  | 2.5    | −4.8  |      |
| 2017년 총선 투표수: 48,618 (65.2%) (+2.6) |           | 보수당 유지 과반 득표: 7,937 (16.3%) -16.3 -8.1% 선회 | 키어런 윌슨     | 무소속          | 304    | 0.6    | 신인  |      |
| 2015년 총선 투표수: 45,014 (62.6%) (+0.7) |           | 보수당 유지 과반 득표: 14,612 (32.6%) +15.1           |                 | 토비어스 엘우드 | 보수당 | 22,060 | 49.0  | +0.6 |
| 2015년 총선 투표수: 45,014 (62.6%) (+0.7) |           | 보수당 유지 과반 득표: 14,612 (32.6%) +15.1           | 피터 스토크스   | 노동당          | 7,448  | 16.6   | +3.3  |      |
| 2015년 총선 투표수: 45,014 (62.6%) (+0.7) |           | 보수당 유지 과반 득표: 14,612 (32.6%) +15.1           | 데이비드 휴즈   | 영국 독립당     | 7,401  | 16.5   | +9.6  |      |
| 2015년 총선 투표수: 45,014 (62.6%) (+0.7) |           | 보수당 유지 과반 득표: 14,612 (32.6%) +15.1           | 존 니컬라스     | 자유민주당      | 3,752  | 8.4    | −22.5 |      |
| 2015년 총선 투표수: 45,014 (62.6%) (+0.7) |           | 보수당 유지 과반 득표: 14,612 (32.6%) +15.1           | 앨러스데어 케디 | 녹색당          | 3,263  | 7.3    | 신인  |      |
| 2015년 총선 투표수: 45,014 (62.6%) (+0.7) |           | 보수당 유지 과반 득표: 14,612 (32.6%) +15.1           | 데이비드 로스   | 무소속          | 903    | 2.0    | 신인  |      |

## 같이 보기
- 도싯주의 영국 의회 선거구

### 참조주
1. ↑  “Bournemouth East: Usual Resident Population, 2011”. 《Neighbourhood Statistics》. Office for National Statistics. 2016년 3월 4일에 원본 문서에서 보존된 문서. 2015년 2월 1일에 확인함.
2. ↑  “England Parliamentary electorates 2010–2018”. Boundary Commission for England. 27 September 2020에 확인함.
3. ↑  레이그 레이먼트의 연도별 국회의원 목록 (Leigh Rayment's Historical List of MPs) –  'N'로 시작하는 선거구 - part 2
4. ↑  “Statement of Persons Nominated” (PDF).
5. ↑  “Statement of Persons Nominated” (PDF). Bournemouth Borough Council. 2017년 5월 11일. 2017년 5월 17일에 확인함.[깨진 링크]
6. ↑  “Election Data 2015”. Electoral Calculus. 2015년 10월 17일에 원본 문서에서 보존된 문서. 2015년 10월 17일에 확인함.
7. ↑  “Statement of Persons Nominated” (PDF). Bournemouth Borough Council. 2015년 4월 9일. 2015년 4월 18일에 원본 문서 (PDF)에서 보존된 문서. 2015년 4월 18일에 확인함.